# Ryan Getzlaf
Ryan Getzlaf (Regina (Saskatchewan), 10 de maio de 1985)  é um ex-jogador profissional de hóquei no gelo canadense que atuava na posição de central, tendo jogado durante toda a carreira pelo Anaheim Ducks, da NHL,

## Carreira
Ryan Getzlaf foi draftado pelo Anaheim Ducks, na 19º escolha em 2003.

## Títulos

### Anaheim Ducks
- Stanley Cup: 2007